# شون ويليس
شون ويليس (بالإنجليزية: Sean Willis)‏ (6 يناير 1995 - ) هو لاعب كريكت أسترالي. لعب مع فريق تسمانيا للكريكت وHobart Hurricanes ‏.

## وصلات خارجية
- شون ويليس على موقع إي آس بي آن كريك إنفو (الإنجليزية)